# Alliopsis plumiseta
Alliopsis plumiseta är en tvåvingeart som beskrevs av Griffiths 1987. Alliopsis plumiseta ingår i släktet Alliopsis och familjen blomsterflugor. Inga underarter finns listade i Catalogue of Life.